# Zlatograd Rock
Der Zlatograd Rock (bulgarisch Златоградски камък Slatogradski kamak) ist ein 250 m hoher und felsiger Berg auf der Livingston-Insel im Archipel der Südlichen Shetlandinseln. Er ragt 1,25 km ostnordöstlich des Atanasoff-Nunataks, 1,9 km südöstlich des Sliven Peak und 3,7 km nordwestlich des Godetsch-Nunataks auf und bildet den östlichen Ausläufer des Bowles Ridge.
Bulgarische Wissenschaftler kartierten ihn zwischen 2004 und 2005 im Zuge von Vermessungen der Tangra Mountains. Die bulgarische Kommission für Antarktische Geographische Namen benannte ihn 2005 nach der Stadt Slatograd im Süden Bulgariens.